# 戈達德 (馬里蘭州)
戈達德（英語：Goddard）是位於美國馬里蘭州佐治王子縣的一個非建制地區。

## 地理
戈達德所處的海拔為高於海平面55米（即180英呎），而該地所採用的時區為UTC-5，即北美东部時區（EST）。同時該地設有夏令時間，為UTC-5調快一小時，即UTC-4（EDT）。